# Phymaturus aguanegra
Phymaturus aguanegra — вид ігуаноподібних ящірок родини Liolaemidae. Ендемік Аргентини. Описаний у 2013 році.

## Поширення і екологія
Phymaturus aguanegra відомі з типової місцевості, розташованої в департаменті Іглесія в провінції Сан-Хуан, поблизу перевалу Аква-Негра, на висоті 2900 м над рівнем моря. Вони живуть серед скель, порослих невисокою рослинністю. Живляться рослинністю, є живородними.